# 3000 Miles to Graceland
3000 Miles to Graceland é um filme estadunidense de 2001 dirigido por Demian Lichtenstein.

## Sinopse
Os bandidos Murphy e Michael, vestidos como Elvis Presley e acompanhados por uma quadrilha, assaltam um cassino em Las Vegas. Com uma fortuna nas mãos, tramam uns contra os outros, iniciando uma disputa entre companheiros.

## Elenco
- Kurt Russell ... Michael Zane 2
- Kevin Costner ... Murphy
- Courteney Cox ... Cybil Waingrow
- Christian Slater ... Hanson
- Kevin Pollak ... Damitry
- David Arquette ... Gus
- Jon Lovitz ... Jay Peterson
- Howie Long ... Jack
- Thomas Haden Church ... Quigley
- Bokeem Woodbine ... Franklin
- Ice-T ... Hamilton
- David A. Kaye ... Jesse Waingrow
- Louis Lombardi ... Otto Sinclair
- Shawn Michael Howard ... Roller Elvis
- Michael Kopsa ... Jefferson
- Daisy McCrackin ... Megan
- Sharron Leigh ... Naominha

## Recepção
Em base de 30 avaliações profissionais, alcançou uma pontuação de 21% no Metacritic.